# Neoclasicismo en Ecuador

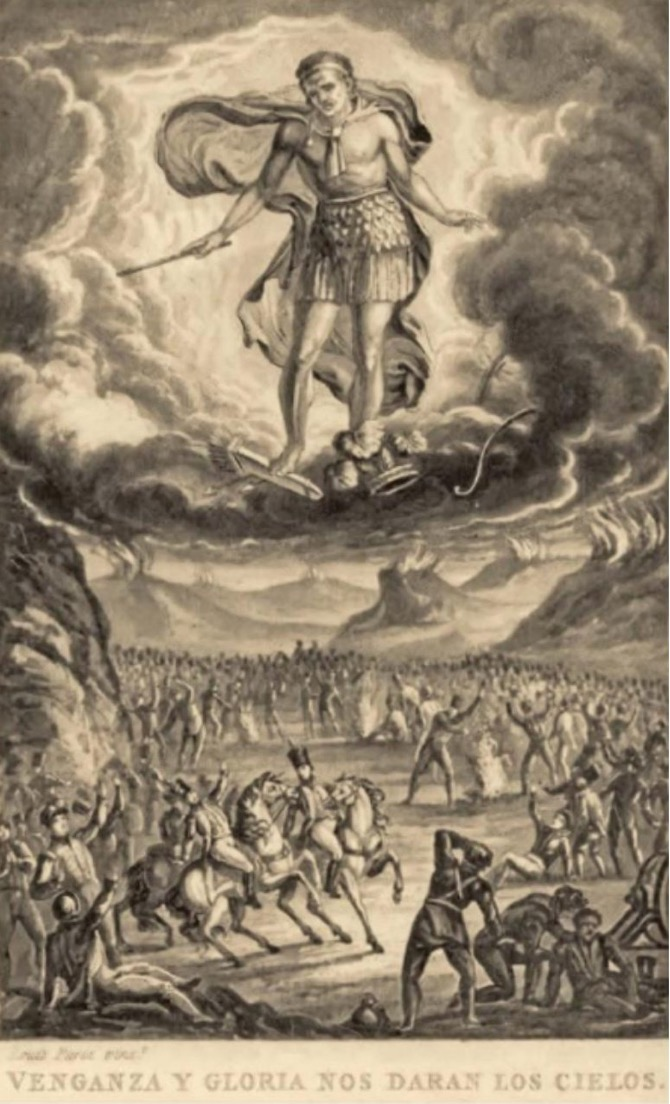
Venganza y gloria nos darán los cielos, ilustración del poema "Canto a Bolívar" de Olmedo

El Neoclasicismo en Ecuador floreció con figuras clave como Eugenio Espejo, pionero en la crítica literaria hispanoamericana, y oradores como José Mejía Lequerica, quien difundió ideales de libertad en las Cortes de Cádiz. La poesía alcanzó su apogeo con José Joaquín de Olmedo, célebre por su "Victoria de Junín: Canto a Bolívar", que inmortalizó la lucha independentista. Vicente Rocafuerte destacó en el ensayo político, abogando por sistemas republicanos y reformas sociales. Vicente Solano cultivó la fábula y el aforismo, combinando la tradición clásica con la reflexión ilustrada. Estos autores, con su enfoque en la razón, la moral y la estética clásica, dejaron un legado perdurable en la literatura y el pensamiento ecuatorianos.

## Historia

### El inicio de la crítica literaria
Eugenio Espejo, figura destacada en la crítica literaria hispanoamericana, sobresale su aguda crítica a la retórica de los sermones de la época. La crítica de Espejo, pionera en la región, evidencia su preocupación por la calidad y relevancia de la literatura y la oratoria de su tiempo. Su enfoque analítico y su capacidad para discernir entre la forma y el contenido lo posicionan como un intelectual influyente en el contexto literario de la época. Además destacaria por su traducción del tratado de estética "De lo sublime" de Longino y tendría notable influencia sobre José Mejia Lequerica y José Joaquín de Olmedo. A esto se suman los escritos de Manuela Espejo, quien firmaría bajo el pseudónimo de "Erophilia" y cuyos ensayos destacan por su pensamiento ilustrado y su defensa de la participación de la mujer en la sociedad.

### La prosa durante la independencia
En su estudio sobre la historia de la literatura del siglo XIX, Rodríguez Castelo destaca la prosa y su estilo de varios escritores entre los que se encuentran Manuel Rodríguez de Quiroga y la "Proclama" o Manifiesto del 10 de agosto de 1809, a Juan de Dios Morales y sus escritos, a Miguel Antonio Rodríguez con su "Oración fúnebre del 2 de Agosto de 1811", a José Riofrío y su alegato y a Francisco Rodríguez de Soto junto a Mariano de Valdivieso. Además destaca a los escritores de la independencia de Guayaquil donde destaca José de Villamil y su "Reseña" así como su diario de navegación durante sus viajes a Galápagos, Juan Emilio Roca con sus escritos de "Los Recuerdos". A esto se suma la prosa de Manuela Sáenz con su correspondencia con Simón Bolívar, el uso del humor, la pasión y la ternura.

### La oratoria

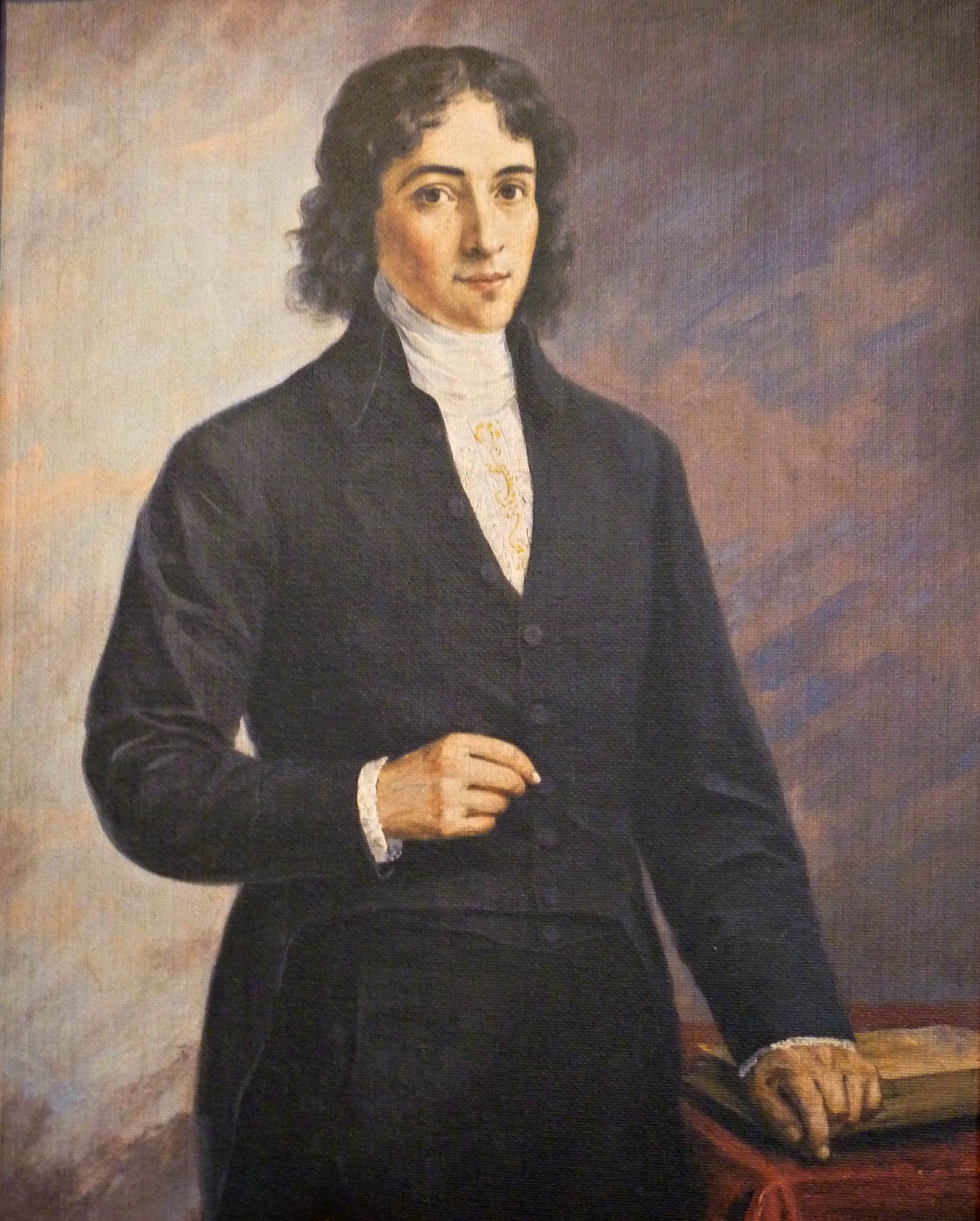
José Mejía Lequerica

En este ámbito se debe destacar especialmente a José Joaquín del Olmedo y José Mejía Lequerica quienes desempeñaron un papel crucial en la difusión de los ideales de libertad en Latinoamérica a través de sus elocuentes discursos en las Cortes de Cádiz y su poesía. Sus intervenciones parlamentarias, caracterizadas por su claridad, racionalidad y defensa de los derechos humanos, reflejaron los principios ilustrados de la época. Además, su poesía, marcada por la sobriedad y la contención emocional, se alineó con la estética neoclásica, que buscaba la armonía y el equilibrio, sin embargo esto no impidio que comunicara con fuerza sus ideales de reforma. Olmedo desempeñó un rol crucial en las Cortes de Cádiz como diputado por Guayaquil. Su elocuencia y firmeza fueron fundamentales en la defensa de los derechos de los americanos y en la promoción de la igualdad entre los territorios peninsulares y ultramarinos. Abogó por la abolición de la mita y otras formas de explotación indígena, así como por una mayor representación y autonomía para las colonias. Su discurso y sus propuestas dejaron una huella significativa en las deliberaciones de las Cortes y en la conciencia de la época.
Mejía Lequerica se convirtió en un referente intelectual que contribuyó a la consolidación del neoclasicismo en el contexto latinoamericano, a través de su importante oratoria que sería escuchada en todo el Imperio español.
Por ejemplo, en defensa de la libertad de imprenta, se expresaría Mejía de esta forma:

Lejos, pues, de nosotros vulgaridades; odi profanum vulgus. Si queréis ser libres, Diputados, con una libertad de imprenta, verdadera, útil, durable y no expuesta a mayores abusos, abolid, en toda materia y sin restricción alguna, toda, toda censura prevista; ¡pero disponeos desde ahora a castigar a todos los que abusando de este vuestro don munificentísimo (generoso), aunque muy justo, vulneren la Religión o la soberanía o degraden al ciudadano! Tal es el objeto del reglamento que he tenido el honor de presentaros el memorable día del cumpleaños de nuestro idolatrado Fernando.
José Mejía en las Cortes de Cádiz

### La poesía

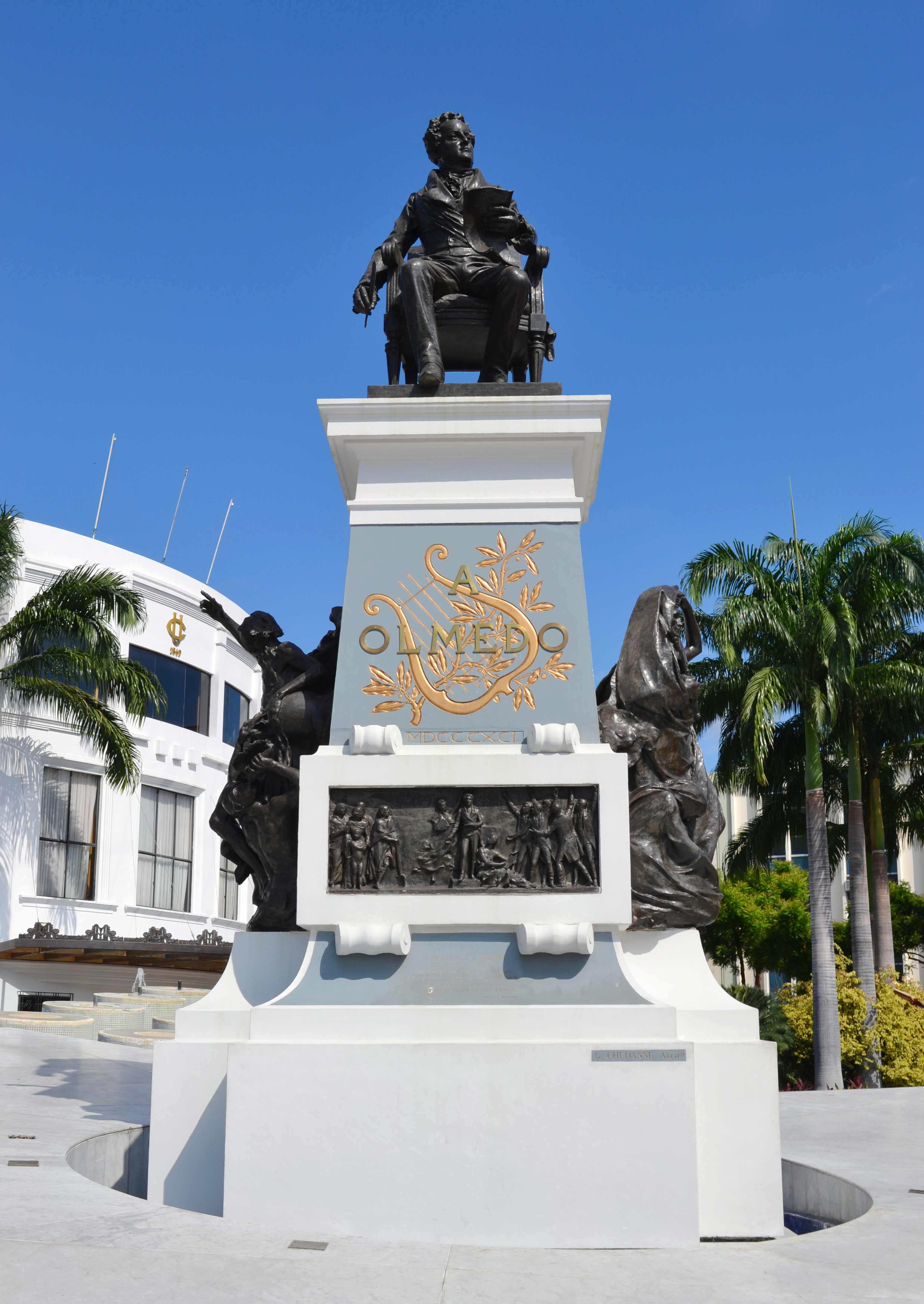
Monumento a José Joaquín de Olmedo, en Guayaquil

El autor más importante del neoclasicismo, destacando en toda Latinoamérica fue José Joaquín de Olmedo quien fuera un notable poeta ecuatoriano, primer alcalde de Guayaquil y vicepresidente de Ecuador. En su poesía, Olmedo enfatizó temas patrióticos. Su obra más conocida es "La victoria de Junín: Canto a Bolívar" (1825), que conmemora la decisiva batalla ganada allí por las fuerzas del libertador Simón Bolívar contra los ejércitos españoles. La educación temprana de Olmedo tuvo lugar en Guayaquil y Quito, donde estudió en el Seminario de San Luis y más tarde en el Convictorio de San Fernando, dirigido por la Orden Dominicana. Aquí, aprendió gramática latina y española y se hizo amigo de José Mejía Lequerica, formando una amistad de por vida. Su mentor, el Dr. Eugenio de Santa Cruz y Espejo, influyó enormemente en el desarrollo intelectual de Olmedo. En 1811, representó a Guayaquil en las Cortes de Cádiz, el parlamento revolucionario español que promulgó la Constitución liberal de 1812. Además de su carrera política Olmedo fue también un célebre poeta conocido por sus temas patrióticos y heroicos. Su obra más famosa, "La victoria de Junín: Canto a Bolívar" (1825), es una pieza significativa de poesía heroica que conmemora la victoria en la Batalla de Junín, un evento fundamental en las guerras de independencia latinoamericanas. También escribió poemas como "Al General Flores, vencedor en Miñarica" y "Alfabeto para un niño".
El mérito de "La victoria de Junin" de Olmedo proviene de una conjunción única de circunstancias históricas y una repentina manifestación de fuerzas latentes dentro del poeta. En la obra valores como la libertad y los eventos trascendentales de la independencia americana sirvieron como catalizadores para su genio, permitiéndole alcanzar una cumbre poética inigualable. Las obras de Olmedo a menudo reflejaban su compromiso con la causa de la independencia y los valores de la libertad. Su poesía fue muy apreciada por su profundidad y sentido estético, y a menudo utilizó su talento literario para celebrar e inmortalizar las luchas y victorias de los movimientos de independencia. Sus obras obtuvieron reconocimiento, lo que llevó a varias publicaciones y reimpresiones, incluido un volumen póstumo de sus "Obras Poéticas" en 1848.

### El ensayo

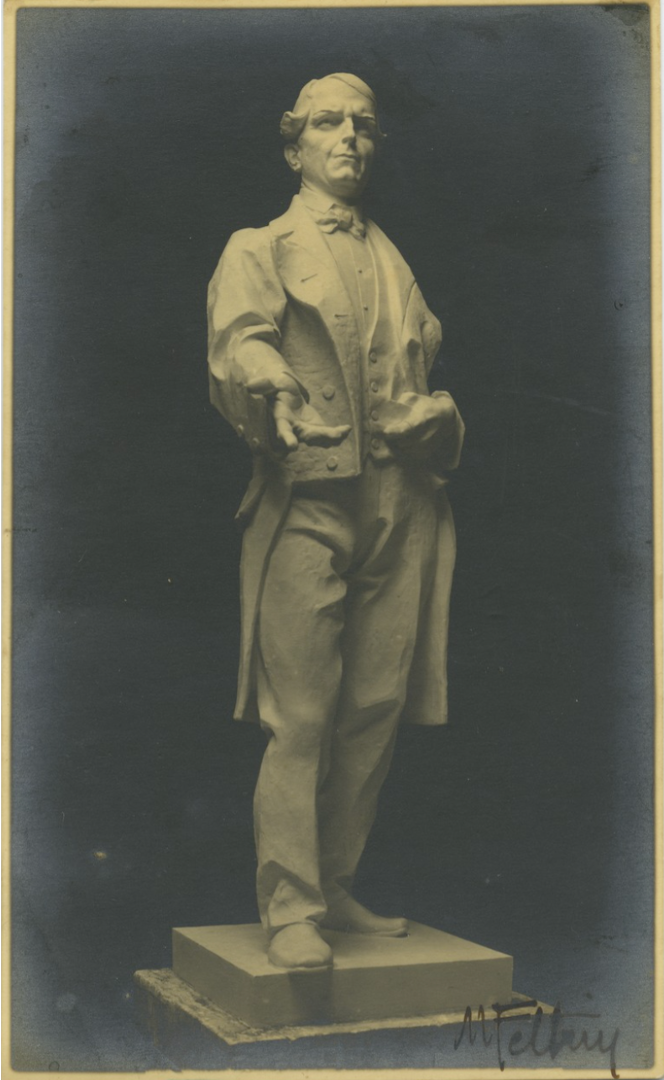
Escultura de Vicente Rocafuerte

Los ensayos de Eugenio Espejo, Vicente Rocafuerte y Vicente Solano son importantes para entender el pensamiento político y social durante la independencia de Ecuador. Los ensayos de Espejo, ya sea en el ámbito jurídico o en su obra pedagógica son de suma importancia. Entre los más importantes encontramos a "Nuevo Luciano de Quito ", "Marco Porcio Catón" o la "Ciencia Blancardina". Su pensamiento sería muy influyente en el resto de ilustrados de la época. Por otro lado, a través de sus escritos, Rocafuerte defendió la adopción de sistemas republicanos, representativos y federales, argumentando que eran los más adecuados para las nuevas naciones americanas. Su obra refleja una profunda preocupación por la organización política, la justicia social y la tolerancia religiosa, temas cruciales en el contexto de la construcción de estados modernos. Además de sus contribuciones al debate político, Rocafuerte también abordó cuestiones prácticas como la reforma del sistema penitenciario. Sus ensayos sobre el sistema de cárceles y la tolerancia religiosa demuestran su compromiso con la modernización y la mejora de las instituciones sociales. En conjunto, su obra constituye un valioso legado que influyó en la configuración de las repúblicas latinoamericanas y en la promoción de valores democráticos y progresistas. Los ensayos de Vicente Rocafuerte exhiben características de pensamiento ilustrado y forman parte del corpus neoclásico en Ecuador. Su enfoque racional y su defensa de los principios republicanos y federales reflejan la influencia de la Ilustración, que promovía la razón y la ciencia como herramientas para el progreso social. En cuanto al estilo neoclásico, sus ensayos se caracterizan por la claridad, la sobriedad y la precisión en el lenguaje, así como por la estructura lógica y ordenada de sus argumentos,, a pesar de las circunstancias apremiantes en las que fueron escritos. Además, Rocafuerte recurre a referencias clásicas y a la tradición greco-latina para respaldar sus ideas, lo cual es un rasgo distintivo del neoclasicismo. A esto se suma Solano cuyos ensayos fueron cruciales en la Ilustración americana al difundir el pensamiento científico y los ideales ilustrados a través de sus revistas y análisis políticos. Sus detallados estudios sobre la naturaleza americana, especialmente la región andina, fomentaron el conocimiento científico del continente y contribuyeron a la formación de una conciencia americana. A esto se suman importantes ensayos políticos que los difundía a través de los periódicos que fundó como el Eco del Azuay, entre los que encontramos sus opiniones sobre gente importante como  Humboldt, Caldas, Montúfar, Chateaubriand, La Harpe, Lamennais, Balmes, Bolívar, Olmedo, Moreno.

### Las fábulas y los aforismos

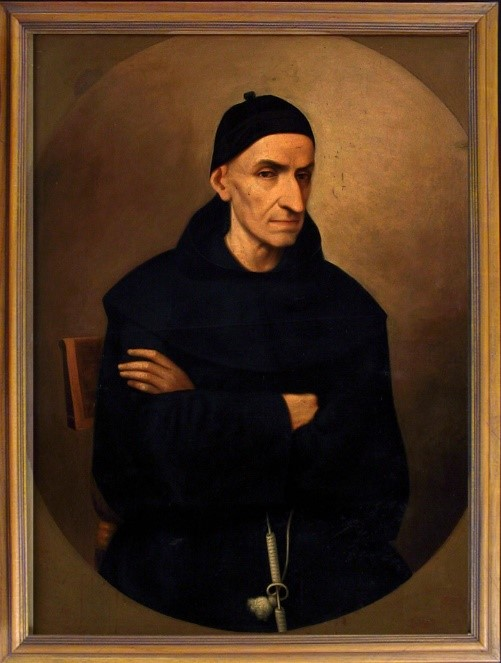
Vicente Solano

La fábula como género literario característico del periodo ilustrado es pertinente considerar figuras como Rafael García Goyena y Vicente Solano, quienes destacaron en este ámbito. García Goyena quien fuera escritor, poeta y jurista nacería en Guayaquil y viviría después en Guatemala. Legó una obra literaria didáctica y satírica, especialmente sus numerosas fábulas recopiladas en "Fábulas y poesías varias". Con un estilo sencillo pero agudo e ingeniosas estructuras, ridiculizó el sistema colonial y buscó orientar el pensamiento político de su época a través de la ficción animal en obras como "Los animales congregados en Cortes" y "Los sanates en consejo", ofreciendo lecciones de prudencia en un periodo de transición. Su habilidad para velar la crítica bajo la ficción convirtió sus fábulas en una forma de discurso político, reflejando las problemáticas sociales y anticipando los riesgos de cambios abruptos. De manera similar, Vicente Solano, con una obra que refleja las influencias de la Ilustración en Ecuador, dejó un legado significativo en la fábula y el aforismo. Sus fábulas, como "El Gallo, La Zorra y el Caballo", "El Burro Político" y "Los Animales Parlantes", evidencian una conexión con los fabulistas españoles del siglo XVIII, retomando un estilo clásico y didáctico para transmitir enseñanzas morales y sociales a través de personajes animales, una característica esencial de la fábula tradicional. Ambos autores, a través de sus fábulas, utilizaron la alegoría animal para explorar y comentar críticamente las dinámicas sociales y políticas de sus respectivos contextos, lo que les convierte en un ejemplo del espíritu didáctico y reflexivo propio de la Ilustración y el Neoclasicismo. En su faceta como aforista, Solano publicó "Máximas Sentencias y Pensamientos", una colección de aforismos y refranes que renovó el género castellano con un enfoque ilustrado. Sus sentencias, organizadas alfabéticamente y con un estilo que recuerda a las definiciones de un diccionario, abordaban temas variados con un tono crítico y reflexivo.